# Maryland
För andra betydelser, se Maryland (olika betydelser).
Maryland är en delstat i USA längs dess östkust. Delstaten liksom den tidigare brittiska kolonin är namngiven efter drottning Henrietta Maria, gemål till kung Karl I. Marylands huvudstad är Annapolis, men dess största stad är Baltimore. 
Den kvarstående delen av District of Columbia skänktes av Maryland för uppföra USA:s huvudstad, Washington, D.C.. Stora delar av Washingtons storstadsområde ligger därför i Maryland, bland annat Bethesda. Under inbördeskriget var Maryland en slavstat som valde att inte lämna unionen. Delstaten har traditionellt räknats som en sydstat då den ligger söder om Mason-Dixon linjen, men har kulturellt även mycket gemensamt med nordöstra USA.

## Historik

### Förkolonial historia
De första människorna tycks ha kommit till regionen under det tionde årtusendet före Kristus, omkring den tid då den senaste istiden lagt sig. De var jägare och samlare och levde i semi-nomadiska grupper.

### De första européerna
1498 seglade de första europeiska upptäcktsresande längs med Marylands kust, vid nuvarande Worcester County.

## Större städer
De tio största städerna i Maryland (2000).  
- Baltimore – 641 943
- Frederick – 57 907
- Gaithersburg – 57 698
- Rockville – 57 402
- Bowie – 50 269
- Hagerstown – 39 008
- Annapolis – 36 217
- College Park – 24 657
- Salisbury – 23 743
- Cumberland – 21 591

## Flaggan
Marylands flagga antogs 1684, då lord Baltimore grundade kolonin Maryland. Den består av släkten Baltimores vapen. Maryland förblev en koloni i 104 år, fram till 1788, då det blev en amerikansk delstat.

## Sport
Professionella lag i de högsta ligorna
- NFL - amerikansk fotboll
  - Baltimore Ravens
  - Washington Commanders
- MLB - baseboll
  - Baltimore Orioles

## Kända personligheter

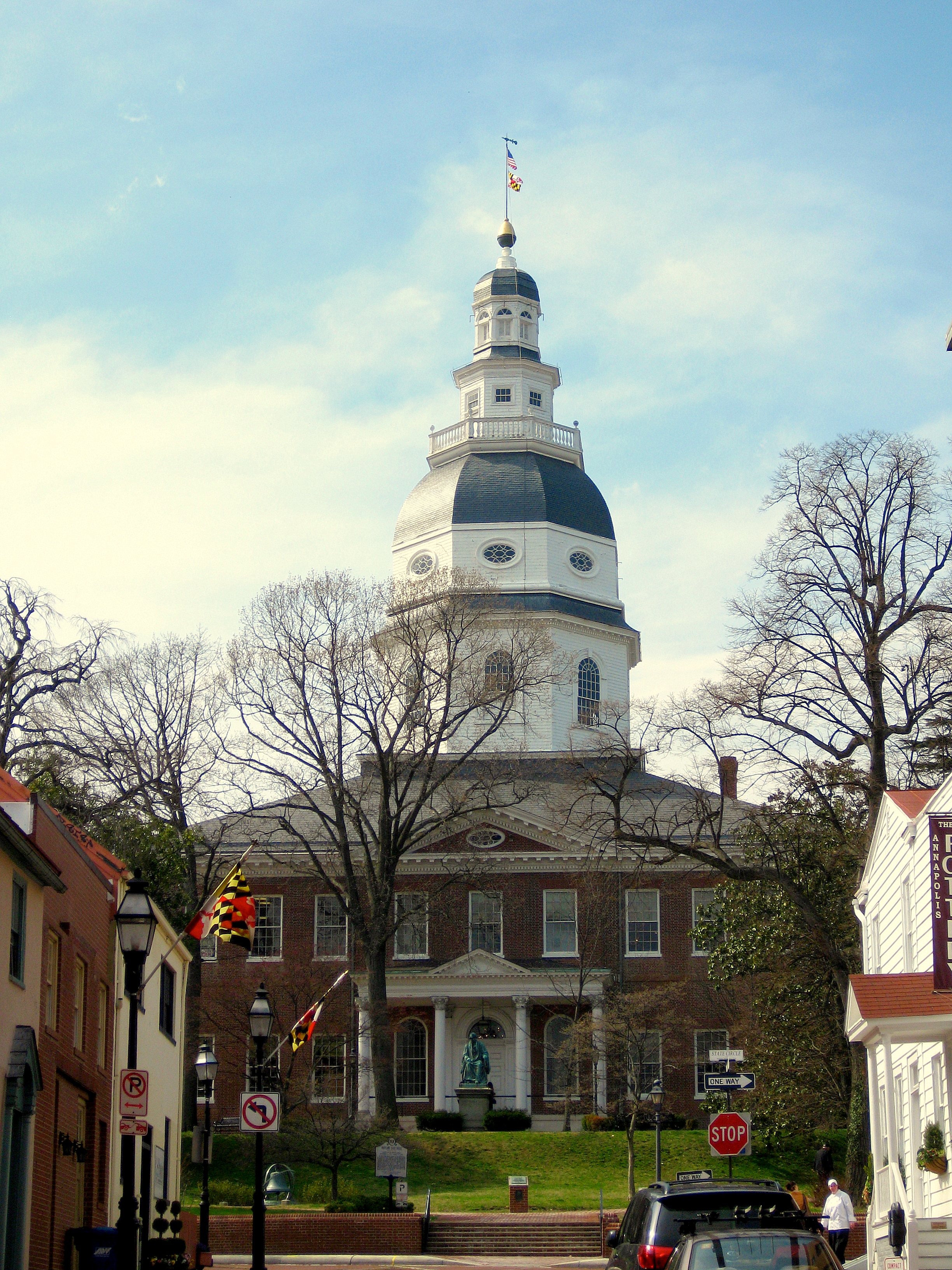
Maryland State House i Annapolis.

- Spiro T. Agnew
- Toni Braxton
- Tom Clancy
- JC Chasez
- Neil Fallon
- Kathleen Hanna
- Mýa
- Jada Pinkett Smith
- Travis Pastrana
- Michael Phelps
- Pete Sampras
- Chester Thompson
- Jason Palmer